# Cratere Xui
Xui  è un cratere sulla superficie di Marte.